# Passer predomesticus
Vous lisez un « bon article » labellisé en 2010.
Espèce
Passer predomesticus est une espèce fossile d'oiseaux de la famille des Passeridae. Décrit pour la première fois en 1962, il est connu par le biais de deux prémaxillaires du Pléistocène moyen trouvés dans la grotte d'Oumm-Qatafa en Palestine. Les prémaxillaires ressemblent à ceux du Moineau domestique et du Moineau espagnol, mais diffèrent par une rainure profonde à la place d'une crête sur la face inférieure. Le paléontologue israélien Eitan Tchernov — qui a décrit l'espèce — et d'autres ont estimé qu'il était proche de l'ancêtre des Moineaux domestiques et espagnols, mais les données moléculaires le situent à une origine plus ancienne des espèces de moineaux modernes. Vivant dans des climats semblables mais à pluviosité plus importante que celle de la Palestine actuelle, il était considéré par Tchernov comme un ancêtre « sauvage » des moineaux commensaux des humains, bien que sa présence dans la grotte d'Oumm-Qatafa puisse indiquer une cohabitation avec l'homme.

## Taxinomie
Le seul matériel connu de Passer predomesticus se compose de deux prémaxillaires faisant aujourd'hui partie des collections de l'Université hébraïque de Jérusalem. Ces os ont été décrits par le paléontologue israélien Eitan Tchernov (en) en 1962 et examinés par le zoologiste sud-africain Miles Markus deux ans plus tard. L'auteur n'a pas clairement identifié de spécimen type et Robert M. Mengel, le rédacteur en chef de The Auk, a dit du journal de Tchernov qu'il contenait « de nombreuses lacunes et de[s] contradictions gênantes ». En 1975, la paléontologue française Cécile Mourer-Chauviré a rapporté des moineaux fossiles d'une grotte de Saint-Estève-Janson, dans le sud de la France, mais qui n'ont pu, en l'absence de prémaxillaires, être identifiés comme P. predomesticus ou comme Moineau domestique (Passer domesticus).

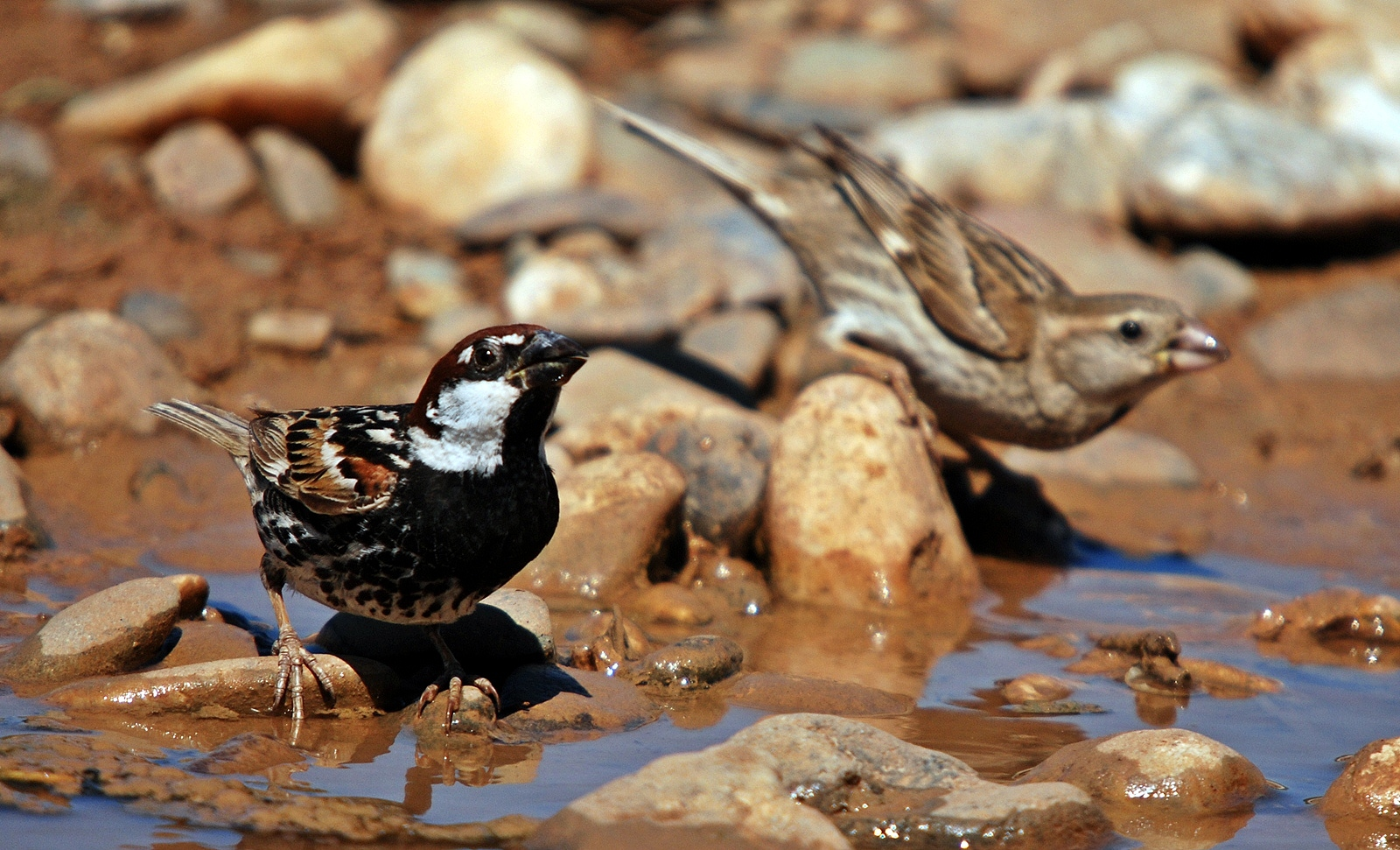
Couple de Moineaux espagnols (Passer hispaniolensis) dans le sud-est de la Turquie.

Tchernov avançait que le Moineau domestique et les espèces apparentées ont connu des changements morphologiques considérables, adaptations à leur relation commensale qu'ils entretiennent avec les humains, le bec devenant de plus en plus long et plus fin. Il a écrit que P. predomesticus était intermédiaire entre le Moineau domestique (P. domesticus) et le Moineau espagnol (P. hispaniolensis), et a suggéré qu'il pourrait être un parent de l'ancêtre primitif du Moineau domestique avant qu'il ne devienne dépendant de l'homme. Markus a constaté que l'espèce fossile était plus proche des Moineaux domestiques de Palestine et du Grand Moineau (P. motitensis), et a estimé que le Moineau domestique avait évolué depuis l'Afrique. Dans un article de 1984, Tchernov a suggéré que la période au cours de laquelle le moineau domestique et P. predomesticus auraient pu se séparer correspondrait à la glaciation de Würm, il y a entre 70 000 à 10 000 ans. Dans une étude de 1977 sur l'évolution du Moineau domestique, les zoologistes américains Richard F. Johnston (en) et William J. Klitz ont estimé que le Moineau domestique a évolué avec le début de l'agriculture, datant tous les fossiles qui pouvaient même être attribués à l'ancêtre commun aux Moineaux domestique et espagnol comme plus récents que P. predomesticus. Dans son ouvrage de 1988 intitulé The Sparrows, l'ornithologue britannique James Denis Summers-Smith a estimé que P. predomesticus était à peu près contemporain de l'ancêtre commun aux Moineaux domestique et espagnol et que toutes les espèces actuelles de moineaux du genre Passer à répartition paléarctique avaient évolué plus tard. En s'appuyant sur des études plus récentes et sur les techniques de la phylogénie moléculaire, Ted R. Anderson conclut en 2006 dans son Biology of the Ubiquitous House Sparrow que toutes les espèces du genre Passer ont une longue histoire évolutive, avec une spéciation survenant dès le Miocène.

## Description

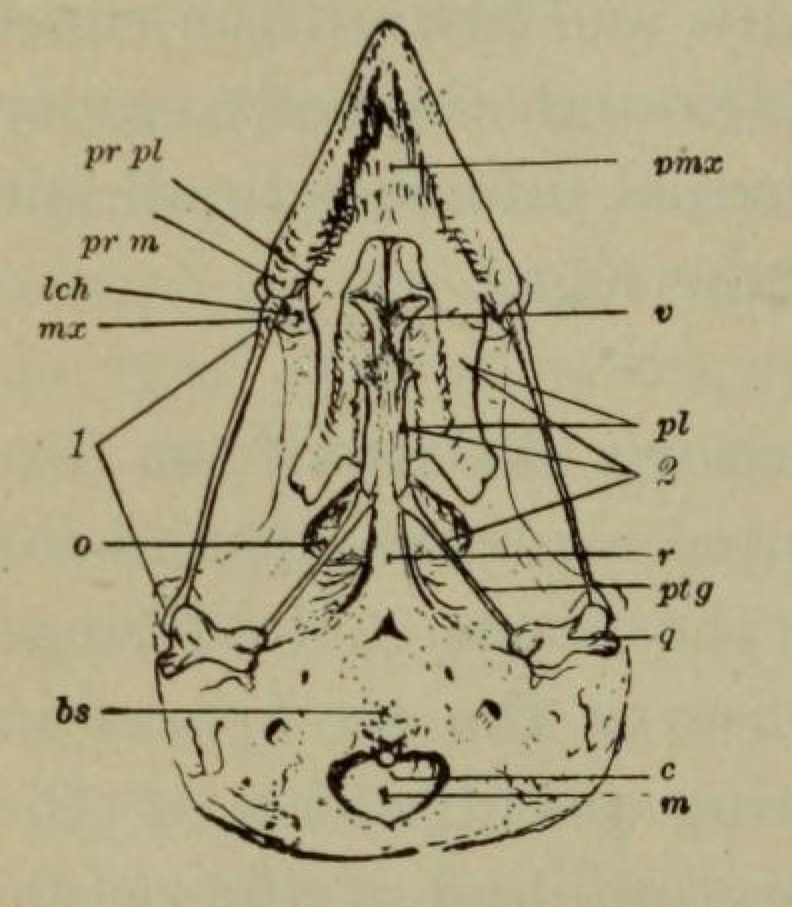
Dessin d'un crâne de Moineau domestique vu du dessus, avec le prémaxillaire tout en haut, légendé pmx.

Les prémaxillaires, seuls os à partir desquels Passer predomesticus est connu, sont en général relativement faciles à déterminer chez les oiseaux. Tchernov a conclu que les prémaxillaires de P. predomesticus ressemblaient davantage à ceux du Moineau domestique qu'à ceux du Moineau espagnol, tout en étant très différents des deux. Chez P. predomesticus une rainure centrale et longitudinale aux bords relevés sillonne la face inférieure (ventrale) du prémaxillaire. Les Moineaux domestiques et espagnols ont, en lieu et place de cette rainure, une crête étroite, plus importante chez le Moineau domestique,. Chez le Grand Moineau, le Moineau mélanure (Passer melanurus), et le Moineau sud-africain (Passer diffusus), cette crête est moins développée, et ces espèces peuvent même avoir un sillon peu profond à l'avant du prémaxillaire, mais pas aussi bien développé que la rainure de P. predomesticus. Chez P. predomesticus, cet os a une largeur maximale de 8 millimètres et la longueur mesurée de la pointe du prémaxillaire à l'arrière de l'os nasal est de 12 millimètres,.

## Paléoenvironnement
Selon le papier de Tchernov de 1962, Passer predomesticus a été trouvé dans la couche E1 de l'Acheuléen moyen (Pléistocène moyen, il y a sans doute plus de 400 000 ans) de la grotte d'Oumm-Qatafa à Wadi Khareitoun près de Bethléem,. Cependant, en 1984, Tchernov écrit que P. predomesticus a environ 140 000 ans, datant donc du Yabroudien. La couche E1 contenait les restes d'environ 40 espèces d'oiseaux, y compris un prémaxillaire décrit par Tchernov comme celui d'un ancêtre du Moineau de la mer Morte (Passer moabiticus) ainsi qu'un tarsométatarse et un humérus provisoirement attribués à un Moineau domestique. Une couche acheuléenne indéterminée de la même grotte contenait également des fossiles que Tchernov décrit comme ceux de précurseurs aux Moineaux domestique et espagnol.
Bien que les interprétations du paléoclimat de Oumm-Qatafa aient différé, Tchernov a suggéré que les dépôts soient ceux d'un climat méditerranéen mais plus pluvieux que celui d'aujourd'hui. Tchernov a considéré P. predomesticus comme un moineau « sauvage », mais Anderson pensait que la présence de l'espèce et d'autres fossiles du genre Passer à Oumm-Qatafa indiquerait que ces espèces ont vécu en association avec les premiers humains paléolithiques.